# Астрономічний інститут Словацької академії наук
Астрономічний інститут Словацької академії наук — підрозділ Академії наук Словаччини, утворений 1953 року, коли державна Обсерваторія Скалнате Плесо (заснована 1943 року доктором Бечваржом) отримала статус астрономічного інституту, що став складовою частиною новоутвореної Академії. Штаб-квартира інституту знаходиться у Татранській Ломниці.

## Області досліджень і організація інституту

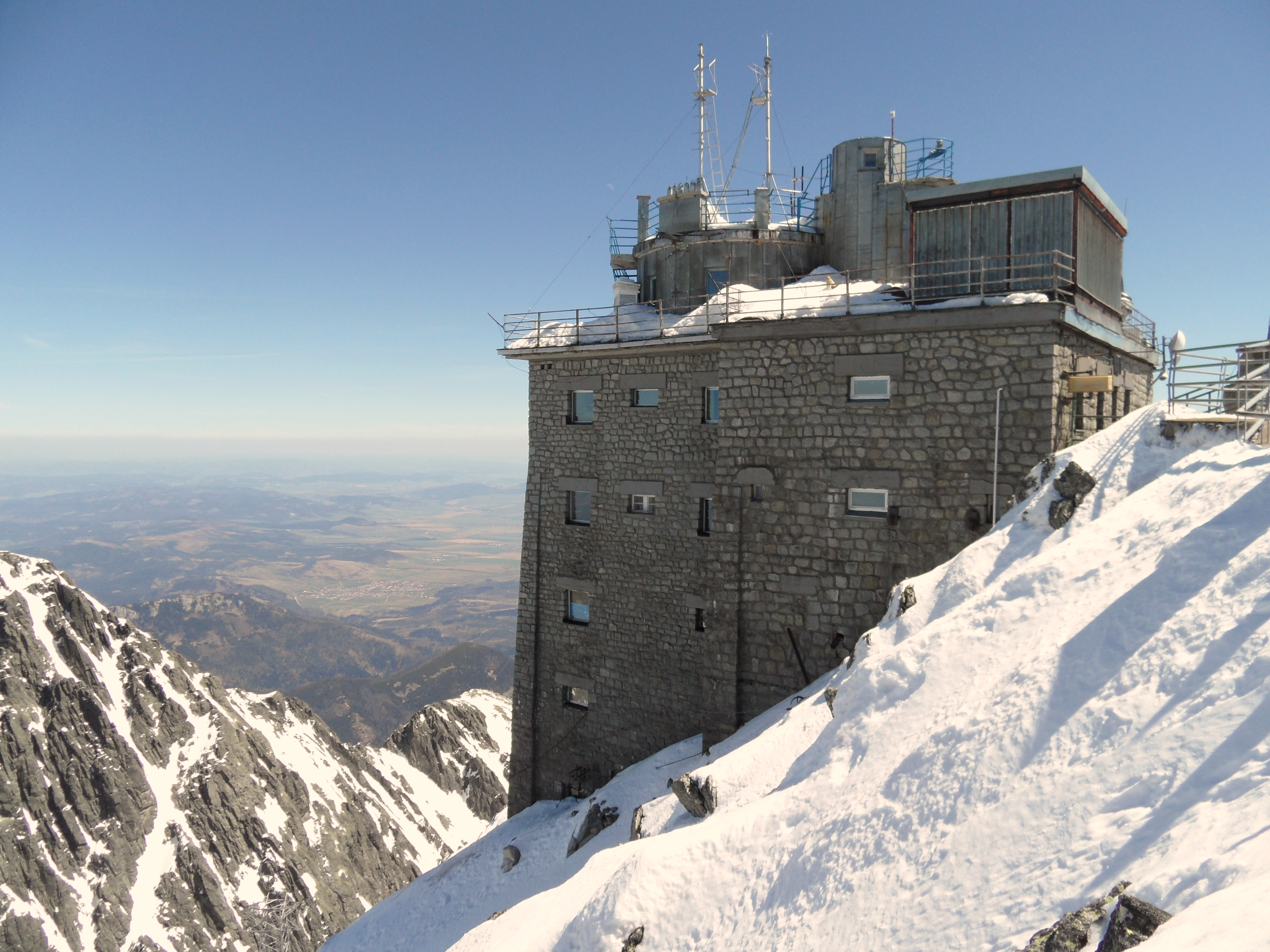
Обсерваторія Ломницький Штит

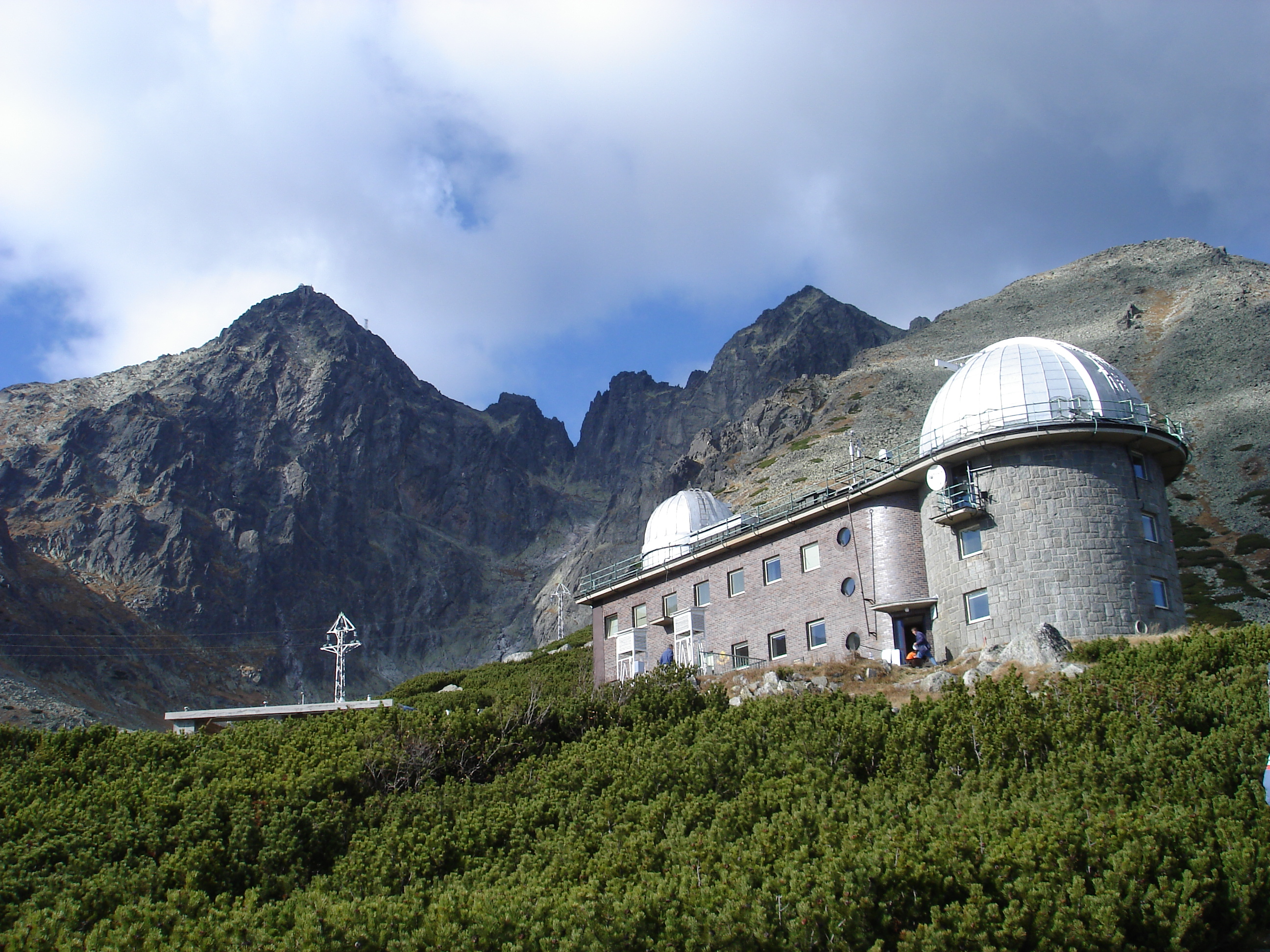
Обсерваторія Скалнате Плесо

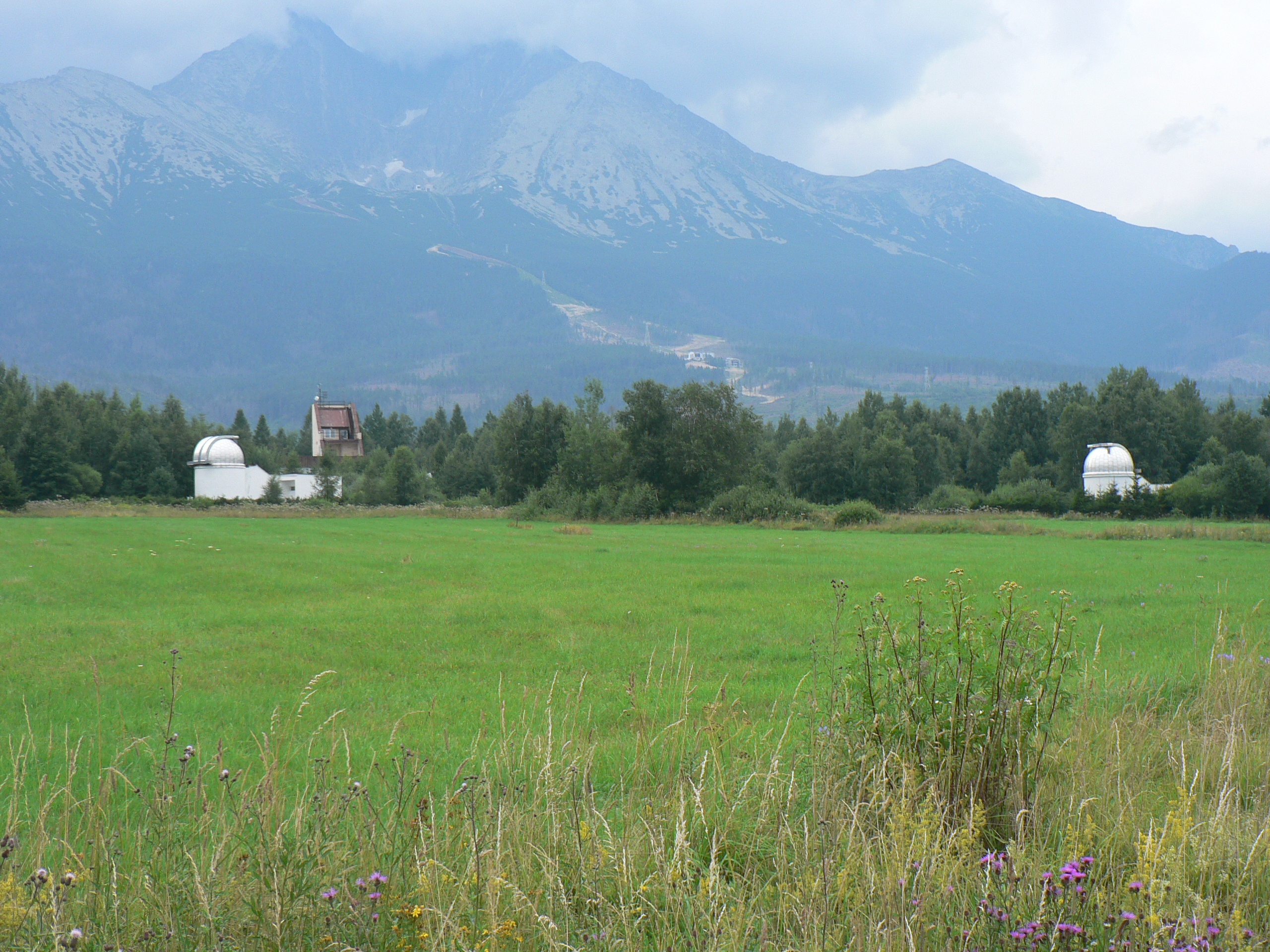
Обсерваторія Стара Лесна

Пріоритетними напрямками досліджень інституту є Сонце, міжпланетна матерія (комети, метеори, астероїди), а також астрофізика, зокрема змінні і хімічно пекулярні зорі. В інституті постійно працює близько 65 осіб, з яких приблизно 50 ведуть активні наукові дослідження. Інститут поділяється на три департаменти.

### Департамент фізики Сонця
Головною галуззю досліджень департаменту є сонячна активність, а саме процеси у фотосфері, хромосфері і сонячній короні. Проводиться аналіз спектральних ліній, у тому числі з використанням даних спостережень з Vacuum Tower Telescope (Тенерифе, Іспанія) і обсерваторії SOHO.

### Департамент міжпланетної матерії
Дослідження з використанням головного телескопа Обсерваторії Скалнате Плесо зосереджено у галузі фотометрії і астрометрії астероїдів і комет. Також для виявлення метеороїдів застосовуються камери типу «риб'яче око».

### Департамент фізики зір
У фокусі досліджень даного департаменту — подвійні зорі і зоряні системи. Використовується спектроскопія і дані з космічних телескопів типу Hubble, Hipparcos і каталогів TYCHO.

### Об'єкти інституту
Інституту підпорядковані гірські обсерваторії у Скалнатому Плесі, Ломницькому Штиті, Старій Лесні і департамент теоретичних досліджень у Братиславі (заснований 1955), де здійснюється загальнонаціональна координація досліджень у галузі міжпланетної матерії. Також інститут оперує кількома фотографічними камерами повного неба, що входять у Європейську болідну мережу.
Астрономічна Обсерваторія Скалнате Плесо (1783 м) заснована у 1943 році. Серед обладнання — 61 см астрометричний і фотометричний рефлектор з ПЗС-камерою, а також фотометричний рефлектор діаметром 60 см.
Обсерваторія Ломницький Штит (2632 м) працює з 1960 року. Обладнана 20 см коронографом і спектрометром.
У штаб-квартирі інституту у Татранській Ломниці встановлено 60 см рефлектор і горизонтальний спектрограф для спостережень Сонця.

## Директори[4]
- Антонін Бечварж (1943—1950)
- Владімір Ґут[sk] (1951—1956)
- Завіш Бохнічек[sk] (1956—1958)
- Людмила Пайдушакова (1958—1979)
- Юліус Сикора (1979—1989)
- Ян Штоль[sk] (1989—1993)
- Юрай Зверко (1993—2001)
- Ян Сворень (2001—2009)
- Алеш Кучера (2009—2017)
- Мартін Ванько (2017–)

## Здобутки інституту
Астрономічний інститут брав участь у відкритті наступних комет:
| Назва                     | Код       | Дата відкриття | Яскравість на момент відкриття |
| Pajdušáková-Rotbar-Weber  | C/1946 K1 | 30. 05. 1946   | 7                              |
| Bečvář                    | C/1947 F2 | 27. 03. 1947   | 9                              |
| Mrkos                     | C/1947 Y1 | 20. 12. 1947   | 9,5                            |
| Pajdušáková-Mrkos         | C/1948 E1 | 15. 02. 1948   | 10                             |
| P/Honda-Mrkos-Pajdušáková | 45P       | 03. 12. 1948   | 9                              |
| Pajdušáková               | C/1951 C1 | 04. 02. 1951   | 8,5                            |
| P/Tuttle-Giacobini-Kresák | 41P       | 24. 04. 1951   | 10,5                           |
| Mrkos                     | C/1952 H1 | 27. 04. 1952   | 10                             |
| Mrkos                     | C/1952 W1 | 28. 11. 1952   | 10                             |
| Mrkos-Honda               | C/1953 G1 | 12. 04. 1953   | 9                              |
| Pajdušáková               | C/1953 X1 | 03. 12. 1953   | 11                             |
| Vozárová                  | C/1954 O1 | 28. 07. 1954   | 9                              |
| Kresák-Peltier            | C/1954 M2 | 26. 06. 1954   | 10                             |
| Mrkos                     | C/1955 L1 | 12. 06. 1955   | 3,5                            |
| P/Perrine-Mrkos           | 18D       | 19. 10. 1955   | 9                              |
| Mrkos                     | C/1956 E1 | 12. 03. 1956   | 9                              |
| Mrkos                     | C/1957 P1 | 29. 07. 1957   | 3                              |
| Mrkos                     | C/1959 X1 | 03. 12. 1959   | 8                              |

У відкриттях брали участь п'ять астрономів: Антонін Мркос, Людміла Пайдушакова, Любор Кресак, Антонін Бечварж і Марґіта Кресакова. З 70 комет, відкритих дослідниками всього світу у 1946—1959 роках, 18 були відкриті у обсерваторіях Скалнате Плесо і Ломницький Штит.